# تپه شیر (واترلو)
تپه شیر ( فرانسوی: Butte du Lion   ، یعنی "Lion's Hilllock/Knoll"؛ هلندی: Leeuw van Waterloo یعنی "شیر واترلو") یک تپه مصنوعی مخروطی بزرگ در برن‌للو، برابانت والونی، بلژیک است. پادشاه ویلم یکم هلند در سال ۱۸۲۰ دستور ساخت آن را داد و در سال ۱۸۲۶ تکمیل شد. این بنا یادبود نبرد واترلو است که گمان می‌رود پسر بزرگ پادشاه، شاهزاده ویلم اورانژ، در ۱۸ ژوئن ۱۸۱۵ در آنجا زخمی شد، و همچنین یادآور نبرد کواتره براس است که دو روز قبل از آن در آنجا رخ داده بود.
این تپه چشم‌اندازی از میدان نبرد دارد و نقطه اتصال موزه‌ها و میخانه‌های مرتبط در دهکدهٔ شیر ( فرانسوی: Hameau du Lion هلندی: Gehucht met de Leeuw) است.  بازدیدکنندگان با پرداخت هزینه می‌توانند از ۲۲۶ پله‌ٔ تپهٔ شیر بالا بروند،  که به مجسمهٔ شیر و چشم‌انداز پیرامون منتهی می‌شود (جایی که نقشه‌هایی از نبرد واترلو و نیز دوربین‌های رصدی وجود دارد)؛ با همین هزینه می‌توان نقاشی «چشم‌انداز واترلو» را نیز تماشا کرد. 

## تاریخچه

### طراحی و ساخت

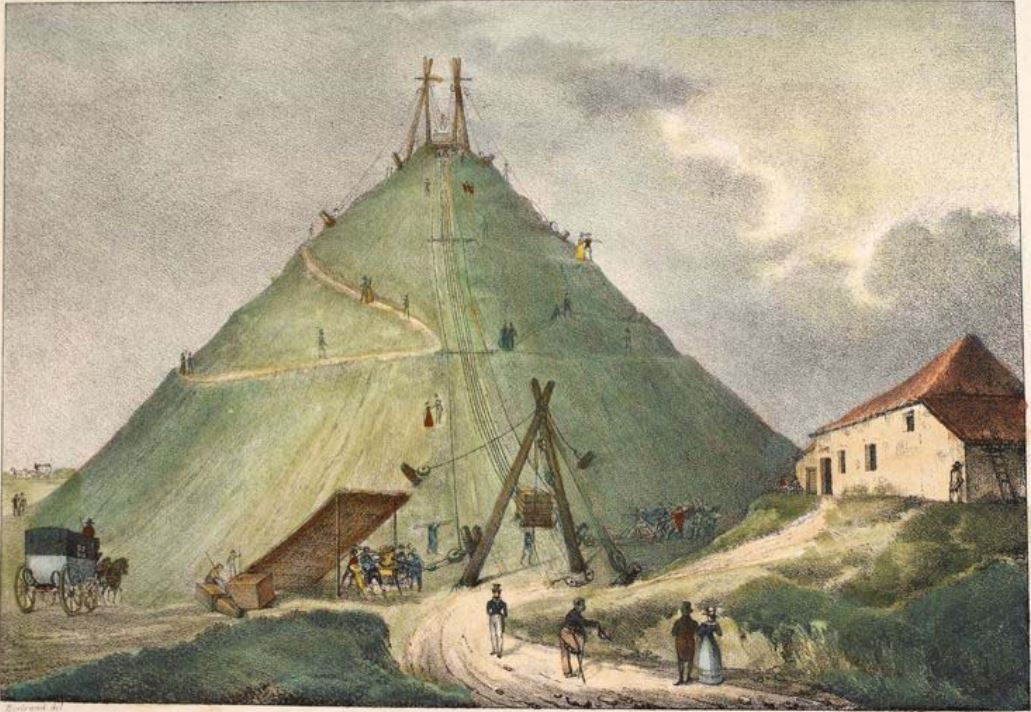
ساخت تپه شیر، ۱۸۲۵. حکاکی توسط جوبارد، بر اساس نقاشی برتراند.

تپه شیر توسط معمار سلطنتی شارل وندر استراتن، به دستور پادشاه ویلم یکم هلند، طراحی شد. او می‌خواست مکانی را در میدان نبرد واترلو که در آن یک گلوله تفنگ به شانه پسر بزرگترش، ویلم دوم هلند (که در آن زمان شاهزاده اورانژ بود) برخورد کرد و او را در طول نبرد، در ۱۸ ژوئن ۱۸۱۵ از اسب به زمین انداخت، گرامی بدارد و همچنین یادبودی برای نبرد کواتره براس که دو روز قبل، در ۱۶ ژوئن ۱۸۱۵ رخ داده بود باشد. ساخت‌و‌ساز بین سال‌های ۱۸۲۳ تا اکتبر ۱۸۲۶ انجام شد. مجسمه شیر در شامگاه ۲۸ اکتبر ۱۸۲۶ برافراشته و بر روی پایه خود در بالای تپه قرار داده شد. 
اگرچه گردشگری در این مکان از روز پس از نبرد آغاز شده بود (سروان مرسر نوشت که در ۱۹ ژوئن ۱۸۱۵، «کالسکه‌ای از بروکسل حرکت کرد و زندانیان آن پیاده شده و به بررسی میدان پرداختند»، ) اما شهرت این بنای تاریخی به نیمهٔ دوم سدهٔ نوزدهم برمی‌گردد. در سال ۱۸۳۲، هنگامی که نیروهای فرانسوی مارشال ژرار برای پشتیبانی از محاصره ارگ آنتورپ که هنوز در دست هلندی‌ها بود، از واترلو عبور کردند، مجسمه شیر تقریباً توسط سربازان فرانسوی سرنگون شد؛ آنها حتی دُم آن را شکستند. توسعهٔ تفرجگاه بالای تپه و ساخت راه‌پله تا ۱۸۶۴ طول کشید.

### تاریخ نزدیک
در ۱۴ ژانویه ۱۹۹۹، رانش زمین در تپهٔ شیر در کنار ساختمان پانوراما رخ داد.  آسیب مشابهی در سال ۱۹۹۵ رخ داد که با کوبیدن ششصد و پنجاه میکروشمع تعمیر شد. 
در ۲۱ مه ۲۰۱۵، بنای یادبود واترلو ۱۸۱۵ به مناسبت دویستمین سالگرد نبرد واترلو ، با هزینه حدود ۴۰ میلیون یورو، شامل بازسازی سازه‌های مجاور، گشایش یافت.   از آن زمان، برای دسترسی به تپهٔ شیر، که فقط از طریق موزهٔ مجاور قابل دسترسی است، هزینه‌ای دریافت می‌شود. در ۲۸ فوریه ۲۰۱۹، قراردادی برای واگذاری امتیاز بهره‌برداری از این مکان به شرکت فرانسوی کلبر روسیلون تا سال ۲۰۳۵ امضا شد که در ازای آن، هزینه سالانه ۳۶۵ هزار یورو و دو هزینه متغیر با گردش مالی دریافت شود.  

## توصیف

### تپه

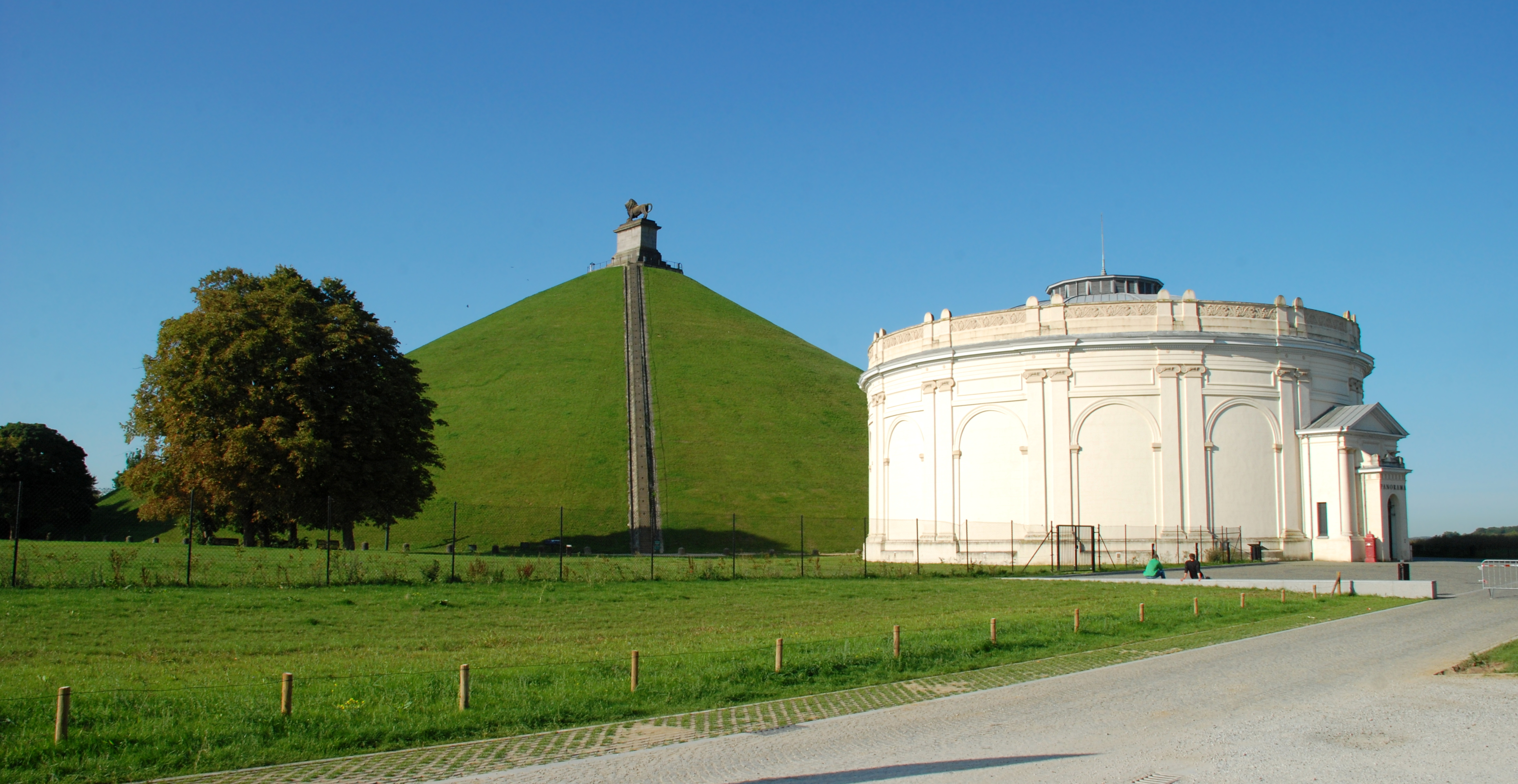
تپه شیر و ساختمان مدور پانورامای نبرد واترلو

تپهٔ شیر، یک مخروط منظم از خاک است که ۴۳ متر ارتفاع، ۱۶۹ متر قطر و ۵۲۰ متر محیط دارد. این تپهٔ عظیمِ دست‌ساز با استفاده از سیصد هزار متر مکعب خاک از خاک‌ریز خط مقدمِ بریتانیا ساخته شد و عملاً مزارع بین مزرعه لا هی سنت و کرانهٔ جنوبی خط مقدم غرق‌شده دوک ولینگتون را از بین برد.
ویکتور هوگو در رمان خود «بینوایان» نوشت که دوک ولینگتون، دو سال پس از تکمیل تپه، از محل بازدید کرد و گفت: «آنها میدان نبرد مرا تغییر داده‌اند!»
پست و بلندی‌های جلگه‌هایی با شیب‌های متفاوت که در آنها ناپلئون با ولینگتون مواجه شد، چنانکه همه می‌دانند، امروز آنگونه که در ۱۷ ژوئن ۱۸۱۵ بودند نیستند. برای آنکه در این میدان شوم، یک بنای یادبود از این نبرد بسازند، برجستگی‌های واقعی‌اش را از میان برده‌اند. برای تجلیل آن، دگرگونش کرده‌اند. ولینگتون دو سال بعد که میدان واترلو را دید، با خود گفت: «عجب! میدان نبرد مرا عوض کرده‌اند!». جایی که امروز هرم‌ بزرگی دیده می‌شود که مجسمهٔ شیری بر فرازش نصب شده است، ستیغی بود که از طرف جاده «نی‌ول» بصورت یک خاکریز قابل عبور سرازیر می‌شد ولی از طرف شوسهٔ «ژناپ»، تقریباً یک تندهٔ غیر قابل عبور بود. ارتفاع اصلی این محل را امروز هم با ملاحظهٔ ارتفاع دو تل که روی هر یک آرامگاه بزرگی ساخته شده و در دوطرف جادهٔ ژناپ به بروکسل قرار گرفته‌اند می‌توان حساب کرد؛ یکی از این دو قبر انگلیسی‌ست و طرف چپ قرار دارد و دیگری آلمانی‌ست و طرف راست. قبر فرانسوی اینجا نیست؛ برای فرانسه، همه این جلگه قبر است‌.— ویکتور هوگو، بینوایان، ترجمه حسینقلی مستعان، امیرکبیر، جلد اول، قسمت دوم، کتاب اول، فصل هفتم، صفحه ۵۳۵

### مجسمه

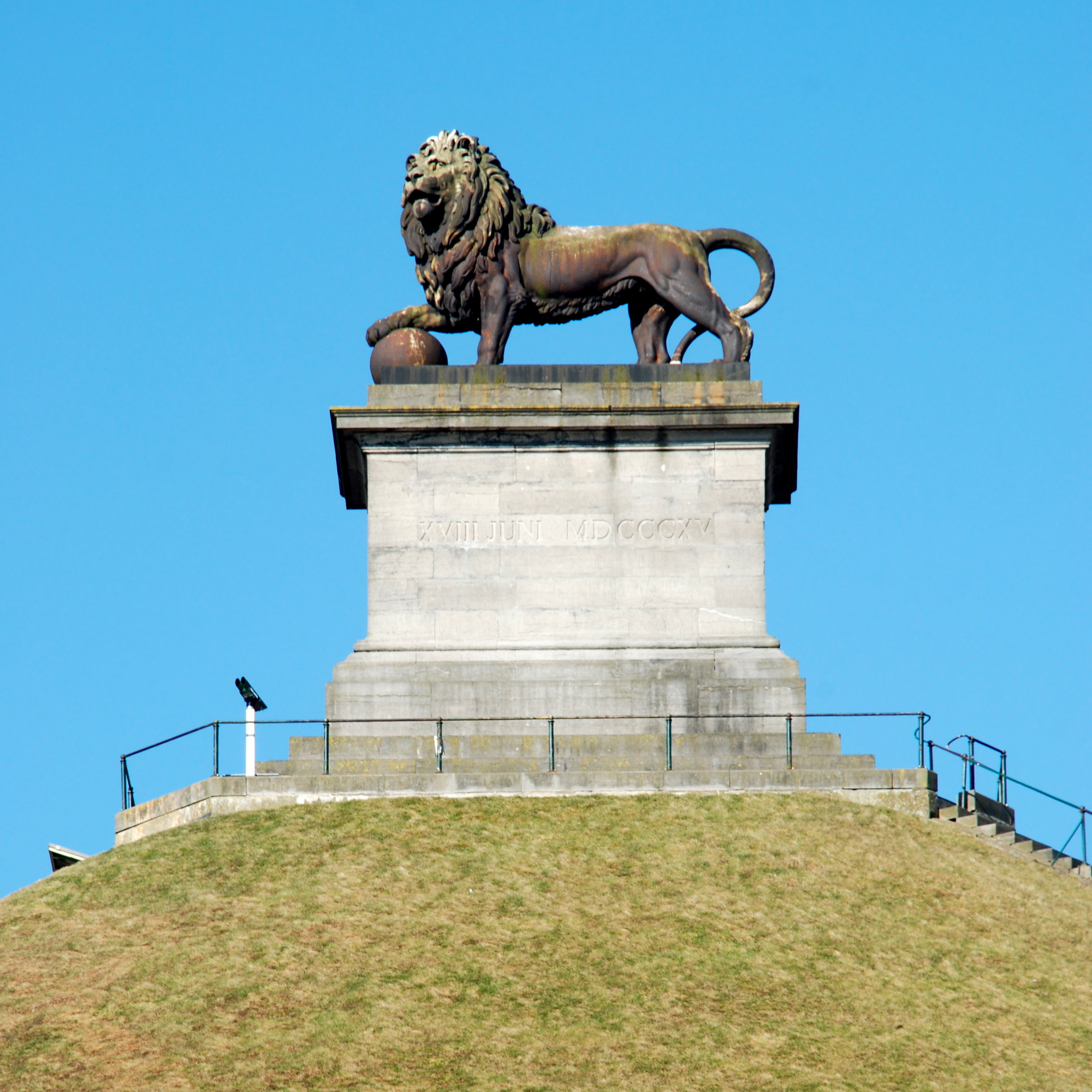
لئو بلجیکوس بر فراز تپه‌ای در محل نبرد

یک مجسمهٔ عظیم چدنی از یک شیر نر که بر روی پایهٔ سنگی ایستاده است، بر فراز تپه قرار دارد. ژان-لویی ون ژیل (۱۷۸۷–۱۸۵۲) این مجسمه (که شباهت زیادی به شیرهای مدیچی سده شانزدهم دارد) را ساخت.  شیر بر روی نشان‌های سلطنتی انگلستان و نشان سلطنتی بریتانیا و همچنین بر روی نشان شخصی پادشاه هلند نقش بسته است و نماد شجاعت است. پنجه جلویی سمت راست آن بر روی یک کُره قرار دارد که نشان‌دهندهٔ پیروزی جهانی است.

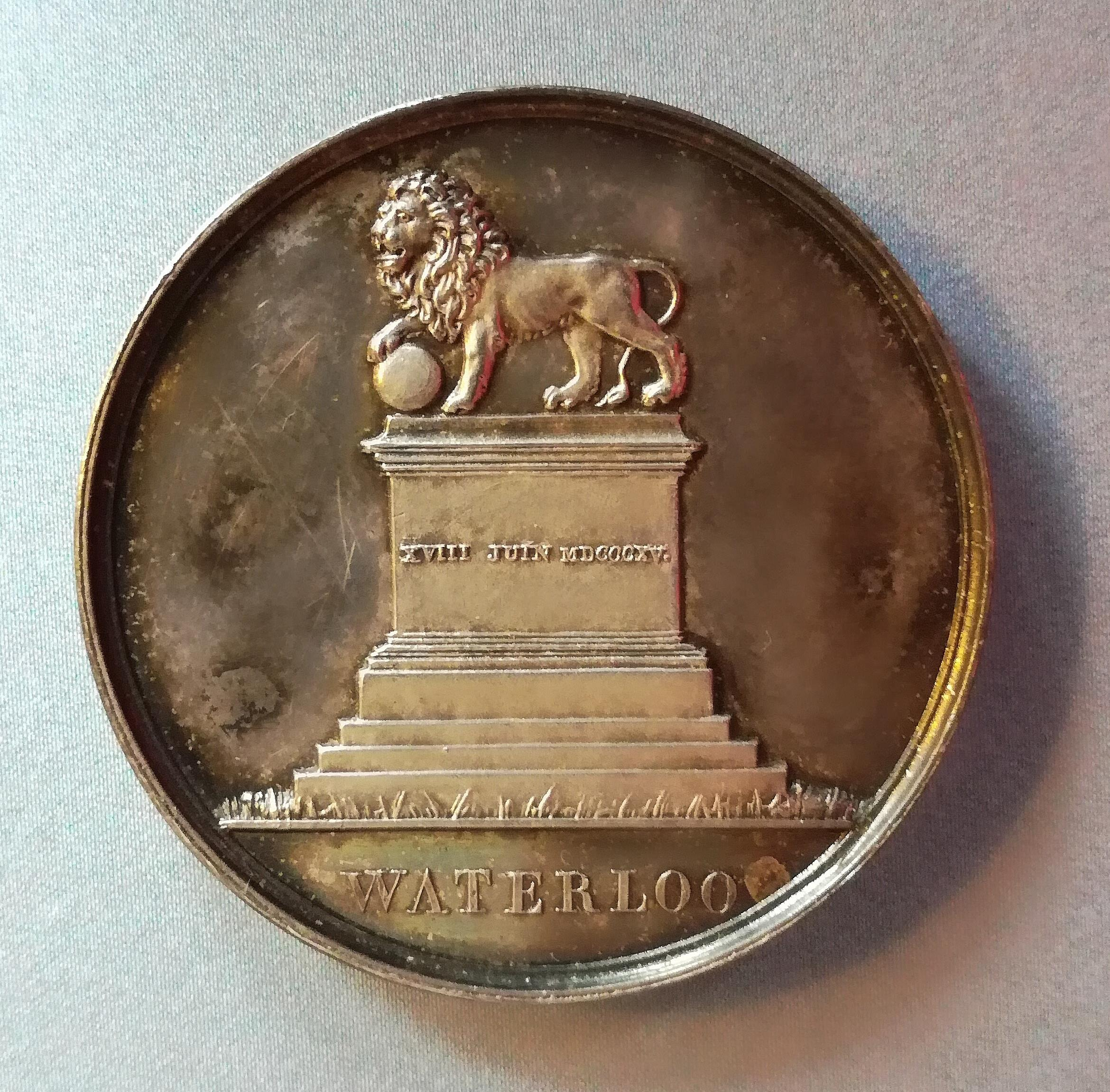
مدال نقره‌ای که مجسمه را به تصویر می‌کشد (برامت ، حدود ۱۸۲۶)

وزن مجسمه ۲۸ تن است، ارتفاعش ۴/۴۵ متر و طول آن ۴/۵ متر است. کارخانهٔ ریخته‌گری آهن ویلیام کاکریل در لیژ، مجسمه را به صورت قطعات جداگانه ساخت؛ یک قایق کانالی آن قطعات را به بروکسل آورد؛ از آنجا قطعات با ارابه اسب‌کش به مونت-سن-ژان ، تپه‌ای کم‌ارتفاع در جنوب واترلو، کشیده شد.
افسانه‌ای وجود دارد که می‌گوید این کارخانهٔ ریخته‌گری، قطعات برنجی توپ‌هایی را که فرانسوی‌ها در میدان نبرد باقی گذاشته بودند، ذوب می‌کرد تا شیر فلزی را بسازد.